# Герб Овідіопольського району
Герб Овідіопольського райо́ну — офіційний символ Овідіопольського району Одеської області, затверджений рішенням Овідіопольської районної ради.

## Опис
Герб представляє з себе щит, скошений ліворуч срібною хвилястою пов'язкою. У верхньому лазуровому полі — золотий козацький хрест, в нижньому золотому — пурпурова амфора, що призначалася для зберігання вина і зерна в символізує вічне благополуччя та родючість Овідіопольського краю. Щит увінчано золотою територіальною короною, а зелена виноградна лоза з чотирма гронами обвиває його навколо. Під щитом стрічка у вигляді українського рушника з вишивкою геометричного Нижньодністровського стилю хрестиком традиційного червоно-чорного обрамлення, на якій вишитий девіз українською мовою: «ДОЛЯ ДОПОМАГАЄ СМІЛІВІМ» («FORTES FORTUNA ADIUVAT» — цитата з твору Публія Овідія Назона «Метаморфози»). Золотий хрест означає «хрест соборності». Виноградна лоза — знак єдності та згоди, символ південного краю, виноградарства та виноробства.